# Gerd J. Grein
Gerd Jürgen Grein (* 16. Dezember 1944 in Langen) ist ein hessischer Volkskundler und war Museumsleiter des Museums Otzberg.

## Leben
Grein absolvierte von 1959 bis 1961 eine Ausbildung als Verwaltungslehrling beim Landkreis Offenbach, danach wurde er erst allgemeiner Angestellter und später in der Jugendpflege eingesetzt. 1966 demonstrierte Grein gegen die Ablehnung seiner Anerkennung als Kriegsdienstverweigerer, indem er bei einem Marsch auf der Rheinstraße in Darmstadt ein Schild mit der Aufschrift „Ein Beisitzer des Prüfungsausschusses für Kriegsdienstverweigerer forderte von mir dieses Schild: Ich bin Kriegsdienstverweigerer Schlagt mich tot“ trug, was zu einem Presse-Echo in der Abendpost/Nachtausgabe und dem Darmstädter Echo, jeweils vom 13. Januar 1966, führte. Im gleichen Jahr legte er sein Examen als Sozialarbeiter ab und war ab 1970 Kreisjugendpfleger im Landkreis Offenbach. Zwischen 1972 und 1977 war er Leiter der Jugend- und Altenpflege der Stadt Langen. 1977 wurde ihm die Leitung der Kulturabteilung der Stadt Langen übertragen.
Während dieser Zeit engagierte er sich besonders für die Aufarbeitung der Langener Stadtgeschichte und beim Aufbau des Stadtmuseums.
1988 wechselte er nach Groß-Umstadt und wurde dort Kulturamtsleiter. Auch dort gehörte die Bewahrung von lokaler und regionaler Geschichte, Identität und Tradition zu seinen Schwerpunkten. Seit 1990 ist er in Groß-Umstadt als ehrenamtlicher Stadtführer tätig und bei einer gemeinnützigen Gesellschaft angestellt, der das Museum gehört.
Grein lebt heute in Otzberg-Lengfeld.

## Sammlung
Als Museumsleiter setzte Grein sich dafür ein, dass im früheren Rathaus von Lengfeld die Sammlung einen Platz fand. Als 1984 die Jugendherberge in der Veste Otzberg aufgegeben wurde, wurde Greins Museumskonzept dort umgesetzt.
Über die Aufbauarbeit beim Museum Veste Otzberg hinaus war er jahrelang Mitglied im Vorstand des Hessischen Museumsverbandes und wurde in den hessischen Museumsrat berufen. 15 Jahre lang war er Sprecher der Arbeitsgemeinschaft der Museen Starkenburgs und ebenso lange Vorsitzender des Förderkreises Museen und Denkmalpflege im Landkreis Darmstadt-Dieburg. Im Alten Rathaus in Lengfeld befindet sich nunmehr das Museum für Odenwälder Volkskultur, das er zusammen mit seinem Partner Hubert Alles betreibt.
In über 40 Jahren hat Grein Exponate aus allen hessischen Landschaften zusammengetragen. Dazu gehören Trachten, Gegenstände des Brauchtums und aus der Arbeitswelt, wodurch ein repräsentativer Querschnitt der Alltagswelt im ländlichen Raum vermittelt werden kann. Im Jahr 2007 übergab er die Museumsleitung an das Ehepaar Tilly.

## Auszeichnungen
- 1991 Hessischer Kulturpreis
- 2002 Bundesverdienstkreuz am Bande

## Veröffentlichungen
- Gerd J. Grein (Hrsg.): Weihnachten bei der Familie Goethe, Husum-Taschenbuch, ISBN 978-3-89876-682-1. 143 Seiten
- Gerd J. Grein (Hrsg.): Weihnachten im alten Hessen, Verlag der Nation, ISBN 978-3-373-00513-1.

Grein war an knapp 40 Publikationen beteiligt oder Herausgeber. Viele Veröffentlichungen erfolgten in den Sammlungen zur Volkskunde in Hessen, die vom Otzberger Museum zwischen 1975 und 1991 herausgegeben wurden, und befassen sich mit der Volkskultur in Hessen und im Odenwald aber auch zu regional bekannten Persönlichkeiten. Auch kulturelle Themen werden mit hessischem Humor betrachtet, wie in seinem Werk von 2018 „Der Hintern - eine zwiespältige Körperrundung“.